# 1730 en littérature
| Années de la littérature : 1727 - 1728 - 1729 - 1730 - 1731 - 1732 - 1733    |
| Décennies de la littérature : 1700 - 1710 - 1720 - 1730 - 1740 - 1750 - 1760 |

Cet article présente les faits marquants de l'année 1730 en littérature.

## Événements
- 7 janvier : mort d'Árni Magnússon. Par testament, il fait don à l'université de Copenhague sa collection de manuscrits islandais[1].
- 17 avril : le librettiste italien Pietro Metastasio s’installe à Vienne[2]. Il deviens le poète attitré de la Cour.
- 3 décembre  : Colley Cibber succède au poète Laurence Eusden comme Poète lauréat du Royaume-Uni[3].

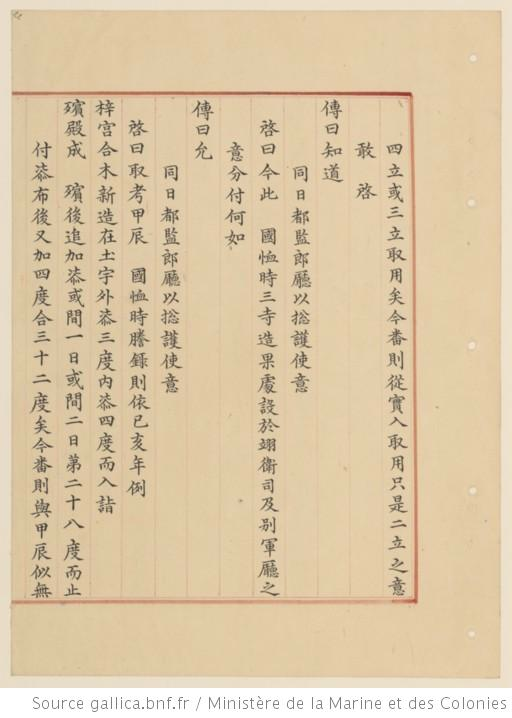
Rituels et cérémoniques politiques, p 22

- Publication en Corée du manuscrit Rituels et cérémoniques politiques, Cour et courtisans, Cérémonial prévu par les conseillers la salle funéraire (빈전 / 殯殿) de la reine Seon Ui[4].

## Parutions
- Publication à Istanbul du Me'am Lo'ez (« d’un peuple étranger ») de Jacob Culi, une anthologie de commentaires bibliques en judéo-espagnol[5].
- Pierre-François-Xavier de Charlevoix, Histoire de l'Isle espagnole ou de S. Domingue, vol. 1, Paris, François Barois, 1730 (présentation en ligne) ; un second volume est publié en 1731.
- Johann Christoph Gottsched, Versuch einer Critischen Dichtkunst vor die Deutschen, Leipzig, Bernhard Christoph Breitkopf, 1730 (présentation en ligne), « Art Poétique critique pour les Allemands ».
- James Thomson, The Seasons, John Millan, 1730 (présentation en ligne), « Les Saisons », recueil de poèmes rédigés de 1726 à 1730.

## Naissances
- 3 janvier : Charles Palissot de Montenoy, auteur dramatique français († 15 juin 1814).
- Vers 1730 : Charlotte Lennox, femme de lettres et poétesse anglaise († 4 janvier 1804).

## Décès
- 16 juillet : Elijah Fenton, poète anglais (° 25 mai 1683).